# Zurndorf
Zurndorf (en húngaro: Zurány) es una ciudad localizada en el Distrito de Neusiedl am See, estado de Burgenland, Austria.
- Datos: Q230459
- Multimedia: Zurndorf / Q230459

1. ↑  Worldpostalcodes.org, código postal n.º 2424.